# Georg Wiarda
Georg Jakob Wiarda (* 12. April 1889 in Magdeburg-Sudenburg; † 19. März 1971 in Stuttgart) war ein deutscher Mathematiker und Schachspieler.

## Leben
Wiarda, Sohn des Versicherungsbeamten Dr. Diddo Wiarda, legte 1909 am Gymnasium in Elberfeld sein Abitur ab und studierte danach in Berlin und Marburg. 1915 promovierte er an der Philipps-Universität Marburg zum Thema „Über gewisse Integralgleichungen erster Art, besonders aus dem Gebiete der Potentialtheorie“.
1921 siedelte er aus seiner rheinischen Heimat nach Dresden über und wirkte an der TH Dresden bis zu seinem Ruf zum ordentlichen Professor 1935 an die TH Stuttgart. Im November 1933 unterzeichnete er das Bekenntnis der deutschen Professoren zu Adolf Hitler.

## Schachspieler
Wiarda wurde 1908 im Hauptturnier A des DSB in Düsseldorf Zweiter, noch vor dem 16-jährigen Aljechin, den er im direkten Vergleich bezwingen konnte. Später wurde er Rheinischer Meister. Er beteiligte sich häufig und erfolgreich an Turnieren des Sächsischen Schachbundes und des Dresdner Schachvereins. 1932 errang er in Bad Schandau den Titel „Meister von Sachsen für 1932“. Er war fünfmaliger Dresdner Meister. Auch Fernschach spielte er mit Erfolg.
Neben den Übersetzungen zweier Schachbücher war Wiarda Mitherausgeber einer zweibändigen Festschrift zum 50-jährigen Jubiläum des Dresdner Schachvereins. Auch organisatorisch beteiligte er sich im Rahmen seiner beruflichen Möglichkeiten am Schachleben und setzte sich für ein Qualifikationssystem ein, das den Nachwuchs förderte und die Privilegien der Meister, zu denen er selbst gehörte, einschränkte.

## Schriften (Auswahl)
als Autor
- (zusammen mit Friedrich Palitzsch): Am sprudelnden Schachquell. De Gruyter, Berlin 1926.

1. Festschrift des Dresdner Schachvereins 1876-1926.
2. Jubiläums-Schachkongress zu Dresden 1926.

- Planimetrische Teilungsaufgaben. Mentor-Verlag, Berlin-Schöneberg 1922.
- Beiträge zur Theorie der Laguerreschen Polynome und zum Summationsproblem von Orthogonalsystemen. De Gruyter, Bremen 1924.
- Integralgleichungen unter besonderer Berücksichtigung der Anwendungen. B. G. Teubner, Leipzig 1930.
- Höhere Mathematik und Technische Mechanik für Bauingenieure. Wittwer, Stuttgart, 1951 und 1953.

als Übersetzer
- José Raúl Capablanca: Grundzüge der Schachstrategie. De Gruyter, Berlin 1927.
- Eugène Znosko-Borovsky: So darfst du nicht Schach spielen! Hedewig's Nachfolger, Leipzig 1932.